# Robert Mosley (popmusicus)
Robert (Bob) Mosley, ook geschreven als Mosely, is een Amerikaans zanger, songwriter en producer. Hij bracht singles solo uit en in het duo Mayme & Robert. Zijn composities behaalden verschillende malen de hitlijsten in zowel de VS als erbuiten.

## Biografie
Hij bracht eind jaren vijftig en in de jaren zestig enkele singles uit, zowel solo als samen in het duo Mayme & Robert (met Maymie Roberts). In 1963 bracht hij het nummer Crazy 'bout my baby uit die een paar jaar later door de Zweedse psychedelische rockband Tages werd gecoverd. De B-kant van de single, Goodbye my lover, goodbye, was populairder onder andere bands en werd meer dan tien maal gecoverd, onder meer door The Searchers die er in 1965 mee in de Nederlandse Top 40 stonden. Mosely schreef mee aan de eerste en de tweede zelf.
Bij elkaar belandden twaalf van zijn (gedeeltelijke) composities in de Amerikaanse Billboard Hot 100. Artiesten die zijn muziek op de plaat zetten waren onder meer Nat King Cole, Sarah Vaughan, The Shirelles, The Ventures, Pat Boone, Connie Francis, Patti Page, Manfred Mann en The Cats. Hij werkte in deze jaren geregeld samen met Luther Dixon met wie hij ook muziek schreef.

## Singles
Als solozanger
- 1960: Not until I lost you / Just a little more
- 1960: Crazy Moonlight / Just about time
- 1963: Crazy 'bout my baby / Goodbye my lover, goodbye

In het duo Mayme & Robert
- 1961: That's when / You ought to know
- Parting tears
- Sweet lips
- Ain't no way in the world / Parting tears